# Leopold Treitel
Leopold Jakob Jehuda Treitel (geboren 7. Januar 1845 in Breslau; gestorben 4. März 1931 in Laupheim) war ein deutscher Rabbiner. 

## Leben
Leopold Treitel war eines der sechs Kinder des Ehepaars Joseph und Johanna Treitel. Nach dem Abitur studierte er ab 1863 Altphilologie, Philosophie und Geschichte an der Universität Breslau, unter anderem bei seinem Doktorvater, dem Historiker Heinrich Graetz. 1869 wurde er promoviert. Treitel studierte teilweise parallel auch am Rabbinerseminar Fraenkelscher Stiftung. Hier beeinflusste ihn insbesondere der Mitgründer und langjährige Direktor des Seminars, Zacharias Frankel, einer der Begründer der „Wissenschaft des Judentums“. 
1876 erhielt Leopold Treitel das Rabbinerdiplom, die Semicha (Ordination durch Leiser Lazarus, JTS Breslau). Anschließend arbeitete er zunächst als Religionslehrer, bevor er 1878 Rabbiner in Koschmin wurde. Von 1881 bis 1884 war er Rabbiner in Briesen. 1882 heiratete er Rebekka, geb. Brann. Seine Frau war zuvor Lehrerin an der Höheren Mädchenschule in Schneidemühl gewesen, war daneben aber auch als Schriftstellerin und Übersetzerin tätig. 
1884 wurde Leopold Treitel dann zweiter Stadtrabbiner in Karlsruhe. Hier betreute er zusammen mit seiner Frau auch ein Internat für auswärtige jüdische Schüler. Im März 1894 trat Treitel dann die Stelle des Rabbiners in Laupheim an. In Laupheim leitete er daneben den Talmud-Thoraverein, der religiöse Vorträge veranstaltete, und gab jüdischen Religionsunterricht an der Lateinschule. 1923 wurde Treitel als Rabbiner pensioniert.
Leopold Treitel arbeitete zeit seines Lebens immer auch wissenschaftlich. Sein Lebensthema war der Philosoph Philon von Alexandrien. Darüber hinaus verfasste Treitel auch zwei Jugendbücher.

## Veröffentlichungen
- De Philonis Judaei sermone. Breslau 1870 (Breslau, Univ., Phil. Fak., Diss., 1870).
- Die alexandrinische Übersetzung des Buches Hosea: ein Beitrag zu den Septuaginta-Studien und der Auslegung des Propheten Hosea. Bd. 1. Bielefeld, Karlsruhe 1887.
- Zur Duell-Frage: ein Wort an Eltern und Erzieher. Karlsruhe 1890.
- Die Hygiene der Sprache. Staude, Berlin 1891
- Ghetto und Ghetto-Dichter: Vortrag, gehalten im Verein für jüdische Geschichte und Literatur in Karlsruhe in Baden. Schatzky, Breslau 1891.
- Die Septuaginta zu Hosea, auf ihren Werth und ihre Berechtigung zur Controlle des masoretischen Textes geprüft. In: Monatsschrift für Geschichte und Wissenschaft der Juden. Bd. 41 (1896/97), Heft 10, S. 433–454 (Digitalisat).
- Z. Frankel's Verdienste um die Septuagintaforschung. In: Monatsschrift für Geschichte und Wissenschaft der Juden. Bd. 45 (1901), Heft 3, S. 253–262 (Digitalisat).
- Die religions- und kulturgeschichtliche Stellung Philos. In: Theologische Studien und Kritiken. Bd. 77 (1904), Heft 3.
- Der Nomos, insonderheit Sabbat und Feste, in philonischer Beleuchtung, an der Hand von Philos Schrift De Septenario. In: Monatsschrift für Geschichte und Wissenschaft der Juden. Bd. 47 (1903), Heft 3, S. 214–231 (Digitalisat) und Heft 4, S. 317–321 (Digitalisat) und Heft 5, S. 399–417 (Digitalisat) und Heft 6, S. 490–513 (Digitalisat).
- Agada bei Philo. In: Monatsschrift für Geschichte und Wissenschaft des Judentums. Bd. 53 (1909), Heft 1, S. 28–45 (Digitalisat) und Heft 3, S. 286–291 (Digitalisat)
- Rahab, die Seherin von Jericho. Erzählung mit biblischen Hintergrund für Jung und Alt. M. W. Kaufmann, Leipzig 1909.
- Die alexandrinische Lehre von den Mittelwesen oder göttlichen Kräften, insbesondere bei Philo, geprüft auf die Frage, ob und welchen Einfluss sie auf das Mutterland Palästina gehabt : Beitrag zur Geschichte der jüdischen Religionsphilosophie. In: Judaica: Festschrift zu Hermann Cohens siebzigstem Geburtstage. Cassirer, Berlin 1912, S. 177–184.
- Rede an der Bahre der verstorbenen Frau Bertha Bernheim, geb. Nördlinger: gestorben 23. Mai 1913, 16. Jjar 5673. Druck von C. Böhm, (Inh. Phil. Reuss), Laupheim 1913 (Digitalisat).
- Philonische Studien. Marcus, Breslau 1915.
- Rede an der Bahre des verstorbenen Kaufmanns Max Bach: gestorben 6. April 1916, 3. Nissan 5676. Druck von C. Böhm, (Inh. Phil. Reuss), Laupheim 1916 (Digitalisat).
- Flavius Josephus bei H. Graetz. In: Monatsschrift für Geschichte und Wissenschaft der Juden. Bd. 61 (1917), Heft 3, S. 385–391 (Digitalisat).
- Der historische Gang der hebräischen Sprache, sprachgeschichtliche Skizze. In: Württembergischer Rabbiner-Verein (Hrsg.): Festschrift zum 70. Geburtstage des Oberkirchenrats Dr. Kroner, Stuttgart. Fleischmann, Breslau 1917, S. 1–10.
- Grenzfragen zwischen Philologie und Geschichte. In: Monatsschrift für Geschichte und Wissenschaft der Juden. Bd. 63 (1919), Heft 2, S. 108–112 (Digitalisat).
- Gesamte Theologie und Philosophie Philo's von Alexandria. Schwetschke, Berlin 1923.